# Cedar Grove (Flórida)
Cedar Grove é uma cidade  localizada no estado americano de Flórida, no Condado de Bay.

## Demografia
Segundo o censo americano de 2000, a sua população era de 5367 habitantes.
Em 2006, foi estimada uma população de 5183, um decréscimo de 184 (-3.4%).

## Geografia
De acordo com o United States Census Bureau tem uma área de
24,3 km², dos quais 24,3 km² cobertos por terra e 0,0 km² cobertos por água.

## Localidades na vizinhança
O diagrama seguinte representa as localidades num raio de 16 km ao redor de Cedar Grove.